# Show! 音樂中心
《Show! 音樂中心》（：／）是韓國文化廣播公司（MBC）逢星期六播出的音樂現場節目。台灣地區由 KKTV 與韓跟播。

## 節目介紹
與《人气歌谣》及《Music Bank》一樣都是音樂現場直播／預錄節目，現時由金奎彬、道勳、A-NA共同主持，與其他音樂現場節目比較之下不那麼重視聲光效果，主要在流行音樂上面的推薦。現時官方會在YouTube同步進行直播，供海外歌迷均可以欣賞現場演出。而在節目結束後，會把各個歌手在表演時的副歌片和表演片段分別上傳至官方網站和YouTube，讓歌迷重回現場氣氛。此節目有時為了歌曲表演連接效果或歌手行程因素，部分現場播出的影片有時是早上或前一個禮拜預錄的。

## 播出時間
韓國 MBC
- 直播時間：每週六15:10 - 16:30（韓國標準時間）

 香港、 新加坡、 马来西亚、 印度尼西亞 Oh!K
- 播出时间：

2014年至2018年
- 星期日 13:30/香港，15:00/星馬，14:00/印尼

2021年起
- 2021年2月21日起 星期日 15:10/星馬 (韓國播放後24小時內播出)

## 相關節目
- MBC《MBC歌謠大祭典》
- SBS funE《THE SHOW》
- MBC M《Show Champion》
- Mnet《M Countdown》
- KBS 2TV《Music Bank》
- SBS《人氣歌謠》

## 外部連結
- Show! 音樂中心官方網站（页面存档备份，存于）
- YouTube上的Show! 音樂中心頻道